# Dicranomyia deprivata
Dicranomyia deprivata là một loài ruồi trong họ Limoniidae. Chúng phân bố ở miền Australasia.